# Ähijärv
Ähijärv (est. Ähijärv) – jezioro w Estonii, w prowincji Võrumaa, w gminie Antsla. Położone jest na zachód od wsi Tsooru. Ma powierzchnię 181,2 ha, linię brzegową o długości 9849 m, długość 2550 m i szerokość 1000 m. Sąsiaduje z jeziorami Väikene Saarjärv, Suur Saarjärv, Sibula, Kuajärv, Ahnõjärv, Perajärve. Położone jest na terenie Parku Narodowego Karula. Jest 35 pod względem powierzchni jeziorem Estonii. Z jeziora wypływa rzeka Ahelo, która następnie przepływa przez jezioro Suur Pehmejärv.